# Торговицька сільська рада (Коломийський район)
| Торговицька сільська рада — орган місцевого самоврядування у Коломийському районі Івано-Франківської області з адміністративним центром у с. Торговиця. Історична дата утворення: в 1946 році. Водоймища на території, підпорядкованій даній раді: річка Мульчава. Сільській раді підпорядковані населені пункти: - с. Торговиця - с. Закрівці |

## Склад ради
Рада складається з 16 депутатів та голови.

### Керівний склад ради
| ПІБ                         | Основні відомості                                                 | Дата обрання | Дата звільнення |
| --------------------------- | ----------------------------------------------------------------- | ------------ | --------------- |
| Данилюк Іван Петрович       | Сільський голова, 1957 року народження, освіта                    | 26.03.2006   | 31.10.2010      |
| Мандзюк Северин Северинович | Сільський голова, 1983 року народження, освіта вища, безпартійний | 31.10.2010   |                 |

Примітка: таблиця складена за даними джерела